# Muriel F. Siebert
Muriel Faye „Mickie“ Siebert (* 12. September 1928 in Cleveland, Ohio; † 24. August 2013 in Manhattan, New York City, New York) war eine US-amerikanische Börsenmaklerin und Managerin. Sie war die erste Frau, die Mitglied der New York Stock Exchange wurde.

## Leben und Karriere
Ihre Tätigkeit da begann Dezember 1967, nachdem sie 445.000 US-Dollar für einen „seat“ bezahlt hatte und die Karte Nummer 2646 erhielt. Erst 1970 kam mit Jane R. Larkin eine zweite Frau auf das Parkett der New Yorker Börse.
Mickie Siebert war Präsidentin von Muriel Siebert & Co. 1977 wurde sie „Superintendent of Banks of New York State“. Später gründete sie die Muriel F. Siebert Foundation. Seit 2006 war sie „Chairman and President“ der Siebert Financial Corporation.
Siebert starb am 24. August 2013 im Memorial Sloan-Kettering Cancer Center in New York an den Folgen von Krebs.